# Eranina rondonia
Eranina rondonia är en skalbaggsart som beskrevs av Maria Helena M. Galileo och Martins 2008. Eranina rondonia ingår i släktet Eranina och familjen långhorningar. Inga underarter finns listade i Catalogue of Life.